# Чёрненькие (озеро)
Чёрненькие (также Медвежьи) — группа из двух озёр в Миасском городском округе (Челябинская область, Россия), северо-западнее города Миасса и озера Кысыкуль. Небольшие озёра разделены перешейком, по которому проходит автодорога Миасс-Златоуст. На берегу северного озера расположена турбаза Медвежье.